# Formel 3000 2001
Formel 3000-säsongen 2001 kördes över tolv omgångar och vanns av britten Justin Wilson.

## Delsegrare
| Datum        | Bana              | Vinnare            |
| ------------ | ----------------- | ------------------ |
| 31 mars      | Interlagos        | Justin Wilson      |
| 15 april     | Imola             | Mark Webber        |
| 28 april     | Catalunya         | Tomáš Enge         |
| 13 maj       | A1-Ring           | Justin Wilson      |
| 27 maj       | Monaco            | Mark Webber        |
| 23 juni      | Nürburgring       | Tomáš Enge         |
| 30 juni      | Magny-Cours       | Mark Webber        |
| 14 juli      | Silverstone       | Sébastien Bourdais |
| 28 juli      | Hockenheimring    | Antonio Pizzonia   |
| 19 augusti   | Hungaroring       | Justin Wilson      |
| 1 september  | Spa-Francorchamps | Ricardo Sperafico  |
| 15 september | Monza             | Giorgio Pantano    |

## Slutställning
| Plats | Förare             | Poäng |
| ----- | ------------------ | ----- |
| 1     | Justin Wilson      | 71    |
| 2     | Mark Webber        | 39    |
| 3     | Tomáš Enge         | 39    |
| 4     | Sébastien Bourdais | 26    |
| 5     | Ricardo Sperafico  | 24    |
| 6     | Antonio Pizzonia   | 22    |